# Bering Air
Bering Air est une compagnie aérienne américaine dont le siège est à Nome, en Alaska, aux États-Unis. Elle exploite des services de transport aérien régulier de passagers et de charters, ainsi que des services d'ambulance aérienne et d'hélicoptères. Sa base principale est l'aérodrome de Nome, avec des hubs à l'aéroport Ralph Wien Memorial (Kotzebue) et à l'aéroport Unalakleet (en).

## Historique
En septembre 1979, Bering Air est créée. l'entreprise a commencé ses activités le 3 octobre 1979 avec un seul DHC-3 Otter De Havilland Canada. Plus tard, en 1983, la compagnie aérienne ajouta d’autres petits avions, notamment le Piper Navajo, le Beech 18 et le Piper Seneca. Bering Air, en faveur des avions modernes à turbomoteurs, a par la suite écarté les avions équipés de moteurs radiaux. Ainsi, le Beechcraft King Air 200, le Beechcraft 1900D, le Cessna Caravan et le CASA C-212 ont été introduits dans la flotte. En outre, les tâches hors aéroport ont été transférées aux hélicoptères, au lieu des anciens aéronefs à pistons. En 2015, la compagnie aérienne a modernisé sa flotte avec huit appareils Cessna 208EX Grand Caravan remplaçant l'ancien appareil Cessna 208B. Aujourd'hui, la compagnie aérienne appartient à part entière à Jim Rowe (Président) et Christine Rowe.

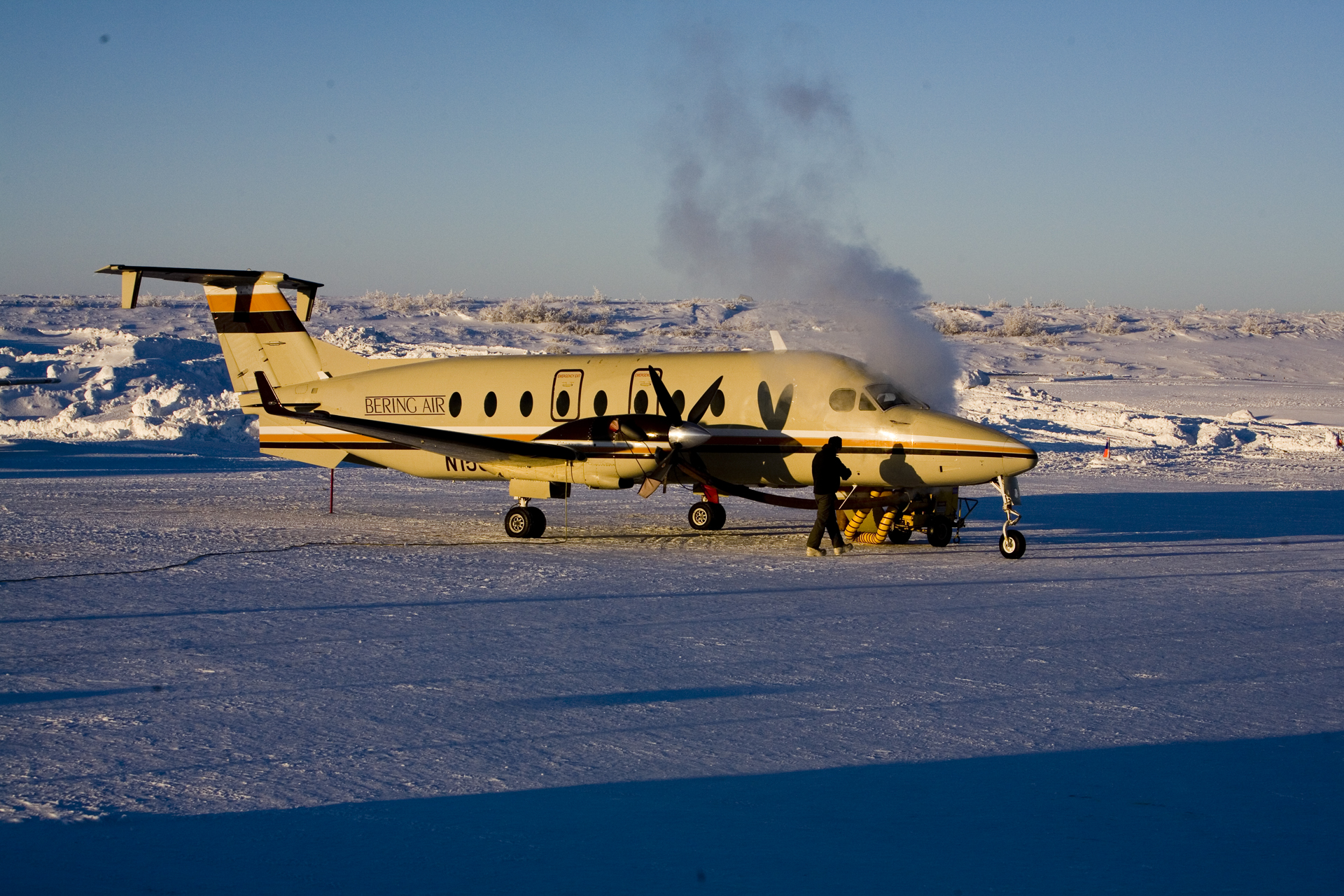
Bering Air Beech 1900D à Nome, Alaska.

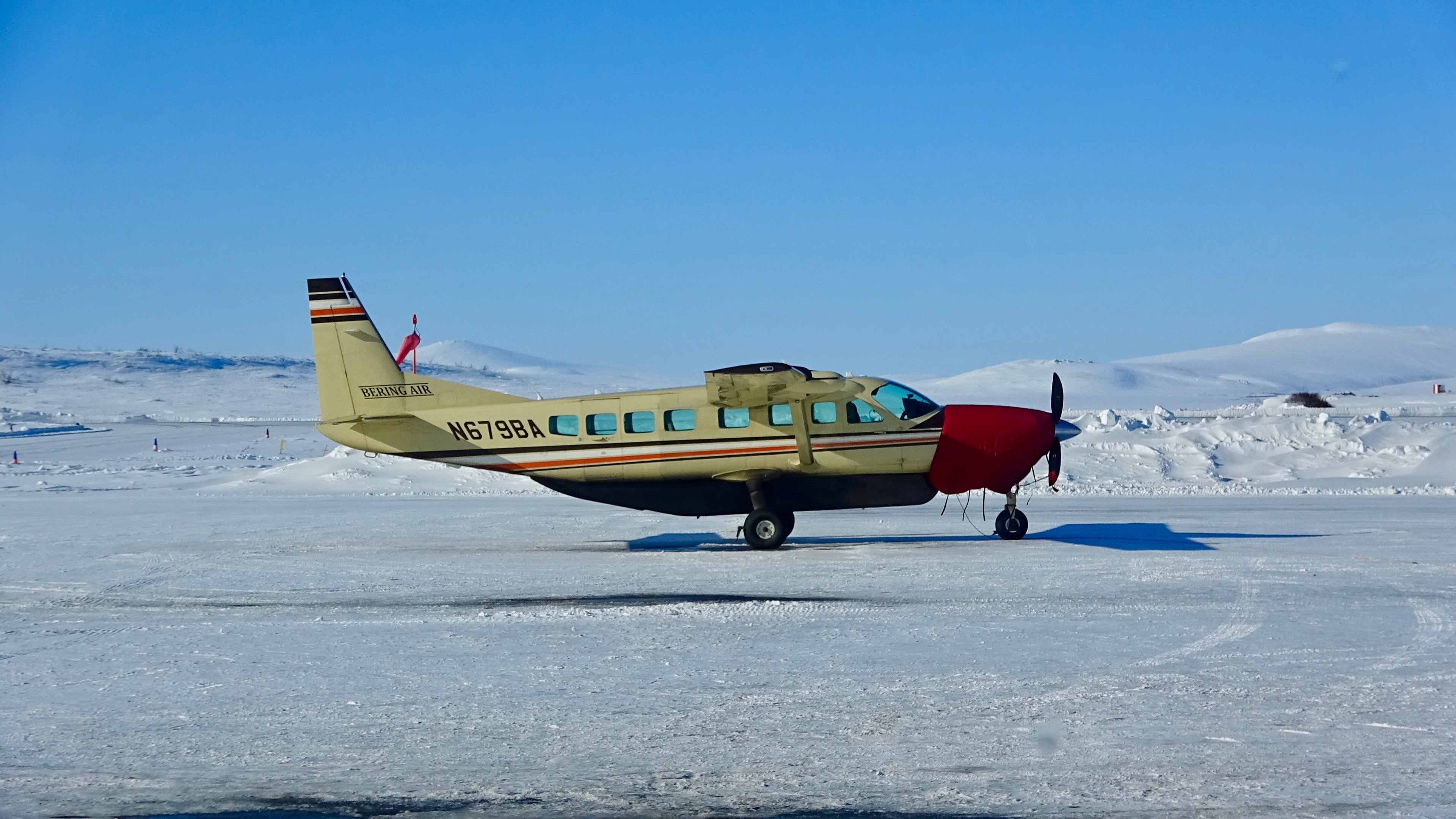
Bering Air Cessna 208B Grand Caravan à Nome, Alaska.

## Flotte
À compter de janvier 2016, la flotte de Bering Air est composée des avions suivants :

### Retirés de la flotte
Bering Air a déjà utilisé les appareils suivants:

## Destinations
Les services d'affrètement de passagers et de fret sont assurés depuis Kotzebue et Nome vers des destinations aux États-Unis, au Canada et en Russie.

### Vols locaux
Bering Air propose des services passagers réguliers dans 29 villes de l'ouest de l'Alaska à partir de hubs situés à Nome, Kotzebue et Unalakleet,,,.
1. Ambler (ABL) – Aéroport d'Ambler
2. Brevig Mission (KTS) – Aéroport de Brevig Mission
3. Buckland (BKC) – Aéroport de Buckland (en)
4. Cape Lisburne (en) (LUR) – Aéroport de Cape Lisburne (en)
5. Deering (DRG) – Aéroport de Deering (en)
6. Elim (ELI) – Aéroport d'Elim (en)
7. Gambell (GAM) – Aéroport de Gambell (en)
8. Golovin (GLV) – Aéroport de Golovin
9. Kiana (IAN) – Aéroport Bob Baker Memorial (en)
10. Kivalina (KVL) – Aéroport de Kivalina (en)
11. Kobuk (OBU) – Aéroport de Kobuk
12. Kotzebue (OTZ) – Aéroport Ralph Wien Memorial
13. Koyuk (KKA) – Aéroport de Koyuk Alfred Adams (en)
14. Noatak (WTK) – Aéroport de Noatak (en)
15. Nome (OME) – Aéroport de Nome
16. Noorvik (ORV) – Aéroport Robert (Bob) Curtis Memorial (en)
17. Point Hope (PHO) – Aéroport de Point Hope
18. St. Michael (SMK) – Aéroport de St. Michel (en)
19. Savoonga (SVA) – Aéroport de Savoonga (en)
20. Selawik (WLK) – Aéroport de Selawik (en)
21. Shaktoolik (SKK) – Aéroport de Shaktoolik (en)
22. Shishmaref (SHH) – Aéroport de Shishmaref
23. Shungnak (SHG) – Aéroport de Shungnak (en)
24. Stebbins (WBB) – Aéroport de Stebbins (en)
25. Teller (TLA) – Aéroport de Teller
26. Tin City (Alaska) (en) (TNC) – Aéroport de Tin City
27. Unalakleet (UNK) – Aéroport de Unalakleet (en)
28. Wales (WAA) – Aéroport de Wales (en)
29. White Mountain (WMO) – Aéroport de White Mountain (en)

#### Anciennes destinations
1. Council (CIL) – Aéroport de Council
2. Diomede (DIO) – Aéroport de Diomède (piste de glace, en hiver uniquement)
3. Port Clarence (KPC) – Port Clarence Coast Guard Station (en)

### Vols internationaux
Bering Air propose des vols charters de Nome et d'Anchorage à Anadyr et Provideniya dans l'est russe.